# Реннбан-вег (станція метро)

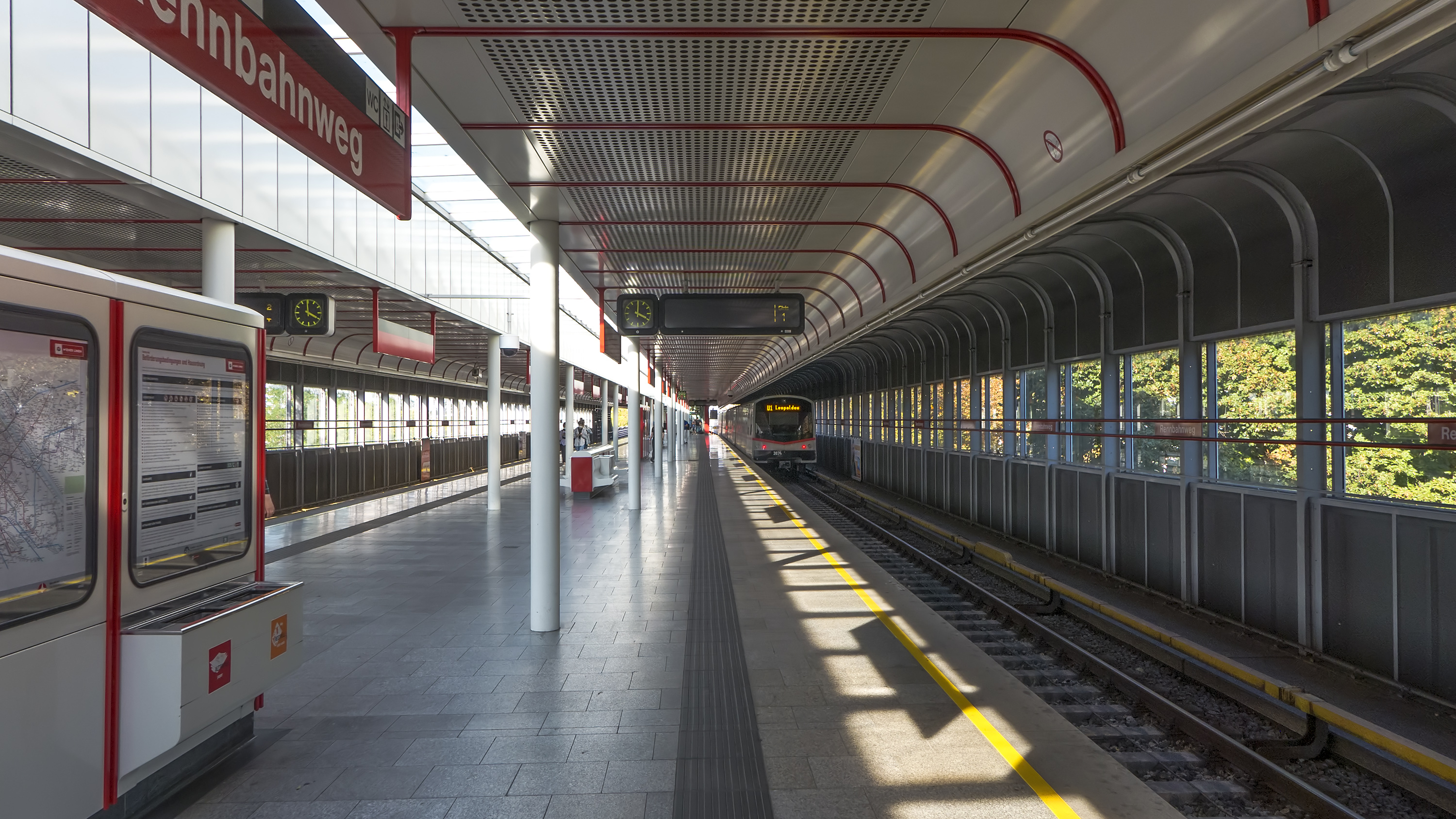
Платформи станції

48°15′27″ пн. ш. 16°26′59″ сх. д. / 48.2576° пн. ш. 16.4496° сх. д.
«Реннбан-вег» (нім. Rennbahnweg, в перекладі — іподромна дорога) — станція Віденського метрополітену, розміщена на лінії U1 між станціями «Кагранер-плац» та «Адерклаер-штрасе». Відкрита 2 вересня 2006 року у складі дільниці «Кагран» — «Леопольдау».
Розташована в 22-му районі Відня (Донауштадт), над перехрестям вулиці Ваграмер-штрасе з однойменною вулицею, від якої і отримала назву.